# Вікрамадітйа
Вікрамадітйа (IAST: Vikramāditya IAST), відомий також як Бікрамджіт, був легендарним імператором давньої Індії. У переказах часто характеризується як ідеальний король, відомий своєю щедрістю, сміливістю та покровительством над вченими. Він представлений у сотнях традиційних індійських легенд, у тому числі в «25 казок Байтал», або «Вікрам-Бетаал», та «Сінгасан Баттісі», або «32 казки престолу». Багато текстів називає його правителем Удджайна (Паталіпутри або Пратіштани в кількох оповіданнях).
Згідно з традицією, Вікрамадіт'я розпочав еру Вікрам Самват у 57 р. до н. е. після перемоги над шакасами, а ті, хто вважає, що він був історичною особою, розміщують його правління приблизно у першому столітті до н.е. Назву Вікрам Самват ця епоха отримала після IX ст. н. е. Інші вчені вважають, що Вікрамадіт'я є міфічним персонажем, оскільки деякі легенди про нього мають фантастичну природу.
Vikramāditya — це загальне ім'я, яке прийняли кілька індійських царів, і легенди про Вікрамадіт'ю можуть бути прикрашені розповідями про різних царів (зокрема, Чандрагупту II).

## Етимологія та назви
Вікрамадітйа означає «сонце доблесті» ("vikrama" означає "доблесть", а "aditya" означає "сонце"). Він також відомий як Вікрама, Бікрамджіт і Вікрамарка (арка також означає "сонце"). Деякі легенди описують його як визволителя Індії від млеччха, яких вів цар Шакарі (Śakāri IAST; "ворог шакасів").

## Ранні легенди
Хоча Вікрамадіт'я згадується в кількох текстах, що датуються до періоду Гупти (240–550 рр. н.е.), частини їх (включно зі згадками Вікрамадіт'ї) можуть бути пізнішими. Найдавніший твір про Вікрамадіт'ю був, ймовірно, Бріхаткатха, індійський епос, написаний між I століттям до нашої ери та ІІІ ст. н. е. мовою пайшачі. Його існування (і згадка в ньому про Вікрамадіт'ю) підтверджуються лише адаптаціями в творах, що датуються VI століттям, а пізніше — відгуками тогочасних поетів. Оскільки текст «Бріхаткатхи» не зберігся, невідомо, чи насправді вона містила легенди про Вікрама. Адаптації після Гупти, такі, як Катха-Саріт-Сагара, можуть містити інтерполяції.
Гаха Сатасаї (або Гатха-Сапташаті), збірка поезій, приписувана цареві Сатавахані Халі (царювання 20 — 24 р. н. е.) згадує царя на ім’я Вікрамадіт'я, який віддав своє багатство з добродійності. Однак багато строф у цій роботі є очевидними розширеннями періоду Гупта. Вірш про Вікрамадіт'ю схожий на фразу "Анекаго-шатасахасра-хіранья-котіпрадася", що стосуються у написах Гупти царів Самудрагупта та Чандрагупта II (наприклад, написи на мідних пластинах Пуни та Ріддхапура дочки Чандрагупти Прабхаватигупта); ця фраза, можливо, була пізнішою вставкою епохи Гупта у творі, приписуваному Халі.
Найдавніші беззаперечні згадки про Вікрамадіт'ю з'являються у роботах шостого століття: біографія Васубандху Парамартхи (499–569) та «Васавадатта» «Субандху». Парамарафа цитує легенду, в якій згадується Айодх'я ("А-ю-джа") як столиця царя Вікрамадіт'ї ("Пі-ка-ла-ма-а-чи"). Згідно з цією легендою, король віддав 300 000 золотих монет вченому Самкхі Віндх'явасу за перемогу над буддистським вчителем Васубандху (Буддамітра) в філософській дискусії. Тоді Васубандху написав "Парамартху Саптаті", ілюструючи недоліки філософії Самкх'я. Вікрамадіт'я, задоволений аргументами Васубандху, передав йому також 300 000 золотих монет. Пізніше Васубандху навчив буддизму Баладитйу і перевів королеву в буддизм після смерті царя.

## Зовнішні джерела
- Bawden, C. R. (1960), Tales of King Vikramaditya and the Thirty Two Wooden Men, International Academy of Indian Culture
- Edgerton, Franklin (1926), Vikrama's adventures : or, The thirty-two tales of the throne, Harvard University Press
- Tawney, C. H. (1880), The Katha Sarit Sagara; or Ocean of the Streams of Story, т. 1, Calcutta: J. W. Thomas, at the Baptist Mission Press
- Tawney, C. H. (1884), The Katha Sarit Sagara; or Ocean of the Streams of Story, т. 2, Calcutta: J. W. Thomas, at the Baptist Mission Press